# Emanuela Felici
Emanuela Felici (ur. 22 grudnia 1980 w San Marino) – sanmaryńska strzelczyni, dwukrotna olimpijka: startowała na igrzyskach w 2000 i 2004. W 2000 była chorążym San Marino.

## Wyniki olimpijskie

### IO 2000
- Trap kobiet: 7. miejsce, 64 punkty[2]

### IO 2004
- Trap kobiet: 7. miejsce, 60 punktów[3]

## Inne osiągnięcia

### Igrzyska Śródziemnomorskie 2005
- Trap kobiet: 4. miejsce, 81 punktów[4]